# Muntanya de l'Ou
La Muntanya d'Ou és un petit tossal que es troba a la ciutat d'Alacant, al País Valencià, situada a Sant Blai Alt, entre el barri del Polígon Sant Blai i Joan Pau II, molt propera tant a la Lloma dels Galls com a la Lloma de l'Espart.
El seu nom prové de la tradició alacantina i valenciana de trencar la closca de l'ou dur de Pasqua, que es menja junt a la mona (tonya) i la llonganissa de Pasqua, al front d'algun conegut el "Dia de la Mona", tant el Diumenge de Pasqua com el Dilluns de Pasqua, quan les famílies alacantines passen el dia a l'aire lliure per "regolar la mona" a zones d'esbarjo properes, com aquest tossal, el Benacantil, el Tossal de Sant Ferran, la Serra Grossa, la muntanya Orgègia o les proximitats del monestir de la Santa Faç.
En el tossal hi ha un petita pineda adulta d'uns 200 exemplars fruït d'una repoblació anterior a 2021, que s'ha anat ampliant amb noves repoblacions que s'han fet per augmentar la biodiversitat, amb llentiscles, ullastres, pins carrasquers, cedres i barrelles.